# Бусел Яків Григорович
Я́ків Григо́рович Бу́сел (псевда: «Дніпровий», «Галина», «Заславський», «Київський», «Шахтар») (26 січня 1912, Митава (біля Риги), Ліфляндська губернія (за іншими даними — Кальварія (тепер — мікрорайон Вільнюса), Віленська губернія) — 15 вересня 1945, с. Бишки, Козівський район, Тернопільська область)  — український політичний діяч, публіцист, член Проводу ОУН (від серпня 1943), заступник командира УПА-Південь (1-ша половина 1944), начальник політвідділу Головного військового штабу(ГВШ) УПА (1944—1945).

Лицар Золотого Хреста Заслуги (посмертно).
Брат — Олександр Бусел.

## Життєпис
У 1932—1933 роках  — студент юридичного факультету Львівського університету, на канікулах вів організаційну роботу в Клевані на Рівненщині.

### Роки боротьби
У 1933 — повітовий командант ОУН Рівненщини. Заарештований польською поліцією 10 вересня 1933, засуджений Рівненським окружним судом 1 червня 1934 за приналежність до ОУН на 4 роки. Вийшов на волю 3 січня 1936 за амністією.
Організаційний референт крайового проводу ОУН ПЗУЗ (1936—1937). Удруге заарештований у червні 1937 (7.08.1937). Засуджений на Рівненському процесі (22—26 травня 1939) до 12 років. Вийшов на волю у вересні 1939. Співробітник політико-пропагандистського осередку при Проводі ОУН у Кракові (1940—1941).
Один з організаторів та учасник Другого великого збору ОУН(б) (квітень 1941). Протягом 1941—44 очолював крайовий політично-пропагандистський осередок, редагував всі підпільні видання на Північно-західних українських землях (ПЗУЗ, 1935—1937). Редактор підпільних видань ОУН і Української повстанської армії на ПЗУЗ:
- «Інформатор» (1942—1943),
- «Вісті з фронту УПА» (1943),
- «До зброї» (1943—1944) та ін.

Яків Бусел, 1940-ві

На Третьому надзвичайному великому зборі ОУН(б) (серпень 1943) обраний членом Проводу.
Ініціатор скликання Першої конференції поневолених народів Сходу Європи і Азії (листопад 1943).
У лютому-серпні 1944, як заступник провідника ОУН і заступник командира УПА-Північ керував усім повстанським рухом краю, оскільки в цей час Дмитро Клячківський перебував на німецькій частині за лінією фронту. Улітку 1944 брав участь у творенні Національно-визвольної революційної організації.
Керівник політвишколу при Проводі ОУН, начальник політвиховного відділу Головного військового штабу (ГВШ) УПА (1944—1945).
Друкувався в підпільних виданнях, видав брошуру «Совєтський патріотизм». Восени 1945 — керівник суспільно-політичної референтури крайового проводу на Волині.
За оцінкою Василя Кука, Бусел був справжнім ідеологічним наставником УПА, а Петро Полтава, Осип Дяків-Горновий — його учнями і помічниками.
Загинув 15 вересня 1945 у бою з підрозділом внутрішніх військ НКВС у с. Бишки Козівського району Тернопільської області.

## Публіцистика
- Совєтський патріотизм. Вступ (надрукована посмертно 1946)

## Нагороди
- Згідно з Наказом Головного військового штабу УПА ч. 3/52 від 12.10.1952 р. полковник-політвиховник УПА Яків Бусел — «Київський» нагороджений Золотим хрестом заслуги УПА.

## Вшанування пам'яті
- У багатьох містах України є Вулиця Героїв УПА, до яких належить і Яків Бусел.
- 13.10.2017 р. від імені Координаційної ради з вшанування пам'яті нагороджених Лицарів ОУН і УПА у м. Рівне Золотий хрест заслуги УПА (№ 004) переданий Віктору Буселу, племіннику Якова Бусела — «Київського».